# Allemagne année 90 neuf zéro
Allemagne année 90 neuf zéro is een Franse dramafilm uit 1991 onder regie van Jean-Luc Godard.

## Verhaal
Na de val van de Berlijnse Muur reist Lemmy Caution van Oost- naar West-Duitsland. Hij wordt er overspoeld door het kapitalisme. Hij heeft moeilijkheden om zich aan te passen aan de nieuwe omgeving.

## Rolverdeling
| Acteur            | Personage                |
| ----------------- | ------------------------ |
| Eddie Constantine | Lemmy Caution            |
| Hanns Zischler    | Graaf Zelten             |
| Claudia Michelsen | Charlotte Kestner / Dora |
| Nathalie Kadem    | Delphine de Stael        |
| André S. Labarthe | Verteller                |
| Robert Wittmers   | Don Quichot              |
| Kim Kashkashian   | Musicus                  |